# Rocketsports Racing
Rocketsports Racing est une écurie de course automobile américaine basée à East Lansing (Michigan) et fondée par Paul Gentilozzi en 1985. Elle a participé aux championnats Trans-Am Series, Champ Car et American Le Mans Series.
En 2009, l'entité RSR est constituée pour préparer des Jaguar XKR destinées à la catégorie GT2 des American Le Mans Series.

## Historique
Depuis sa création, Rocketsports participe aux Trans-Am Series et lorsque ce championnat commence à avoir des difficultés financières, l'écurie s'engage en Champ Car en 2003 avec le pilote Alex Tagliani. L'unique victoire dans aura lieu en 2004 au Grand Prix automobile d'Elkhart Lake. En 2007, une alliance technique est réalisée avec l'écurie RuSPORT mais elle ne dure pas et lors de la fusion du Champ Car avec l'Indy Racing League ne continue pas la compétition.
L'écurie revient à la compétition en 2009 avec la renaissance des Trans-Am Series et le projet RSR basé sur la Jaguar XKR.

## Palmarès
- Champ Car

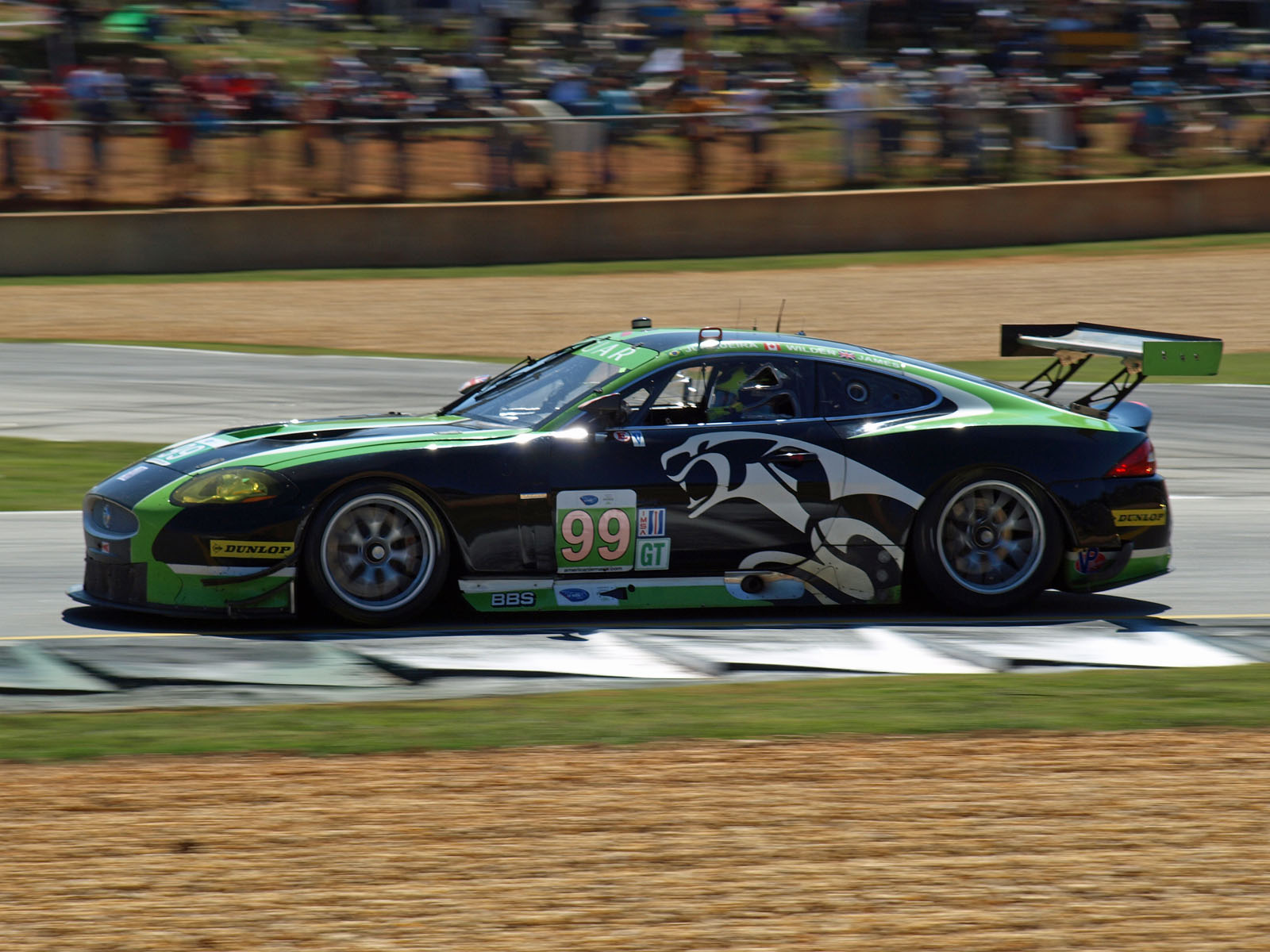
La Jaguar XKR GT au Petit Le Mans en 2011

  - Vainqueur du Grand Prix automobile d'Elkhart Lake en 2004 avec Alex Tagliani

- Trans-Am Series
  - Champion par équipe en 1998, 1999, 2001, 2003, 2004, 2006, 2009
  - Vainqueur du classement pilote en 1998, 1999, 2001, 2004, 2006 avec Paul Gentilozzi, en 2003 avec Scott Pruett et 2009 avec Tommy Drissi

- 24 Heures de Daytona
  - Vainqueur en 1994 en alliance avec le Cunningham Racing et avec les pilotes Paul Gentilozzi, Scott Pruett, Butch Leitzinger et Steve Millen

- 12 Heures de Sebring
  - Vainqueur de la catégorie GTS en 1992 avec George Robinson, Irv Hoerr, Daniel Brassfield et Paul Gentilozzi

## Pilotes
Pilotes Champ Car
- Juho Annala
- Mario Dominguez
- Memo Gidley
- Timo Glock
- Ryan Hunter-Reay
- Tonis Kasemets
- Michael McDowell
- Nicky Pastorelli
- Nelson Philippe
- Antônio Pizzonia
- Guy Smith
- Alex Tagliani

Pilotes grand tourisme
- Ryan Dalziel
- Tommy Drissi
- Paul Gentilozzi
- Marc Goossens
- Scott Pruett